# Régime directorial
 (avril 2022).
Si vous disposez d'ouvrages ou d'articles de référence ou si vous connaissez des sites web de qualité traitant du thème abordé ici, merci de compléter l'article en donnant les références utiles à sa vérifiabilité et en les liant à la section « Notes et références ».
- Républiques à régime présidentiel
- Républiques à régime présidentiel liées à un régime parlementaire
- Républiques à régime semi-présidentiel
- Républiques à régime parlementaire (république parlementaire)
- Républiques où la constitution n'accorde le droit à gouverner qu'à un parti unique ou un parti dominant (État communiste)

- Monarchies constitutionnelles dans lesquelles le monarque n'exerce que peu ou pas le pouvoir (le monarque a souvent une autorité constitutionnelle et morale élevée)
- Monarchies semi-constitutionnelles dans lesquelles le monarque exerce la majorité des pouvoirs, souvent avec un parlement disposant de faibles pouvoirs
- Monarchies absolues

- Dictatures militaires

- Autres systèmes (gouvernements provisoires)
- Pas de gouvernement

Le régime directorial ou collégial est un régime politique dans lequel le pouvoir exécutif est confié à un groupe (collège) de membres qui l’exercent simultanément (collégialité).
Les seuls États actuellement organisés de cette façon sont la Suisse et, dans une certaine mesure, Saint-Marin.
Dans le régime directorial, le pouvoir exécutif est réparti entre plusieurs personnes qui l'exercent simultanément. Ce groupe, qui forme un collège, possède donc simultanément et conjointement les attributs de chef de l’État et de chef du gouvernement. Vu la fragmentation du pouvoir, l'autorité et la force de l'exécutif sont beaucoup moins forte que dans un régime présidentiel. Si les directoires possèdent en général un président, il n'est souvent qu'un primus inter pares qui sert à représenter l'État.
Chaque membre du collège directorial gère en principe un ministère et possède des attributions précises. Toutefois, les décisions sont prises à la majorité et ensuite assumées par l'ensemble du groupe, qui fonctionne ainsi de façon collégiale. La grande force de ce système est d'éviter une concentration du pouvoir pouvant mener à une dictature : c'est d'abord pour cela qu'il est mis en place en France à la suite de la Terreur. Le collège permet aussi une meilleure représentation des minorités si la composition du pays est très diverse, et assure que la ligne politique choisie sera toujours une ligne de concordance.

## Histoire
Le premier exemple moderne de régime directorial est celui qu'instituent les frondeurs à la suite de la seconde défenestration de Prague, en 1618. Ce directoire (de) de la Confédération de Bohême (de) était composé de 30 nobles, qui se répartissaient les différentes tâches sans véritable organisation. 
Aux États-Unis naissant, le modèle d'organisation posé par la Constitution pennsylvanienne de 1776 (en) instaure comme chef du gouvernement un conseil exécutif suprême (en) de 12 membres, avec un président agissant comme primus inter pares. 
En France, la Convention thermidorienne s'inspire de cette solution pour mettre en place le Directoire. Afin d'éviter la concentration du pouvoir dans les mains d'une seule personne, celui-ci est divisé entre 5 directeurs nommés par le législatif. Les directeurs contrôlent l'application des lois via la nomination de commissaires et sont assistés chacun de ministres qu'ils nomment eux-mêmes. Ce régime essaime en Europe dans les régions conquises par les révolutionnaires français. 
En Suisse, le Directoire de la République helvétique est rapidement renversé. Inspirée par le directoire et des pratiques répandues dans certains cantons et communes, la Constitution fédérale de 1848 place le pouvoir exécutif de l'État fédéral dans les mains d'un Conseil fédéral formé de 7 membres. Ce système perdure encore aujourd'hui. 
Le régime directorial apparaît sporadiquement au cours du XXe siècle. En 1918, lors des troubles conséquents à la révolution russe, l'Ukraine voit pendant une brève année son gouvernement prendre la forme d'un directorat. En Amérique latine, le Conseil national du gouvernement, composé de 9 membres, gouverna l'Uruguay de 1952 à 1967. Un exécutif à fonctionnement collégial est aussi adopté en Yougoslavie après 1974.

## Exemples actuels

### Suisse
La Suisse est le seul pays au monde organisé sur le principe du régime directorial. Ce système est présent à tous les niveaux de l'État : Confédération (le Conseil fédéral), cantons (les Conseils d'État) et communes. La démocratie de concordance, à la base du système politique suisse, se traduit dans l'exercice du pouvoir : l'exécutif, le Conseil fédéral, est toujours un gouvernement qui comprend l'ensemble des partis principaux. En 2015, par exemple, les partis au Conseil fédéral représentaient 76,4 % des voix exprimées lors des élections du parlement à la proportionnelle. 
Le Conseil fédéral est à la tête de l'administration fédérale. Il exerce collectivement le pouvoir exécutif et représente simultanément le chef de l'État et du gouvernement. Les conseillers fédéraux sont élus individuellement, en fonction du parti (règle non écrite dite de la « formule magique ») et de la personne et non sur un programme politique, qui est élaboré après l'élection. Il ne s'agit donc pas d'une coalition au sens classique. Le Conseil fédéral n'engage pas sa responsabilité politique vis-à-vis de l'Assemblée fédérale, et n'est donc pas soumis à des motions de défiance. Il n'est pas possible de révoquer un conseiller fédéral en fonction, mais il est possible de ne pas le réélire, ce qui est arrivé deux fois depuis 1990. Si l'Assemblée fédérale exerce la haute surveillance sur l'administration, elle n'a qu'un droit de regard et de suggestion sur le fonctionnement de celle-ci. Chaque conseiller est à la tête d'un département fédéral, mais les décisions sont prises en commun, au besoin par un vote secret à huis clos, et assumées ensuite par l'ensemble du groupe selon le principe de la collégialité. Il est très rare qu'un membre exprime publiquement son désaccord. On appelle cela une rupture de collégialité.   
Chaque année, un membre du Conseil fédéral devient président et un autre devient vice-président (le vice-président deviendra président l'année suivante), toutefois, il faut noter que ces fonctions sont totalement symboliques.    
Dans les cantons, les conseillers d'État sont élus directement par le peuple, et ne sont pas révocables par le Parlement, sauf dans le canton de Genève et le canton du Jura. En cas de démission ou disparition d'un conseiller, on procède en général à des élections anticipées pour pourvoir son siège.

### Saint-Marin
A Saint-Marin, le pouvoir législatif revient au Grand Conseil général (Consiglio Grande e Generale) dont les soixante membres sont élus par les citoyens tous les cinq ans. Le Conseil approuve le budget de l’État et nomme les deux capitaines-régents. Ces derniers sont concurremment chefs de l’État et dirigent le Congrès d’État (Congresso di Stato) : ils restent six mois en fonction et sont nommés solennellement deux fois par an le 1er avril et le 1er octobre. Cependant, ils peuvent être élus pour un deuxième mandat bien que cela n’arrive que très rarement. Certains ont à nouveau occupé ce poste après un certain laps de temps. Les deux capitaines-régents parlent d’une seule voix.